# Großsteingrab Jægersborg Dyrehave/Afd.247
Das Großsteingrab Jægersborg Dyrehave/Afd.247 ist eine megalithische Grabanlage der jungsteinzeitlichen Nordgruppe der Trichterbecherkultur im Kirchspiel Taarbæk in der dänischen Kommune Lyngby-Taarbæk.

## Lage
Das Grab liegt nordöstlich von Jægersborg am Südrand des Parks Jægersborg Dyrehave. In der näheren Umgebung gibt bzw. gab es zahlreiche weitere megalithische Grabanlagen.

## Forschungsgeschichte
Im Jahr 1971 führten Mitarbeiter des Dänischen Nationalmuseums eine Dokumentation der Fundstelle durch.

## Beschreibung
Die Anlage besitzt eine nordost-südwestlich orientierte rechteckige Hügelschüttung mit einer Länge von etwa 16 m, einer Breite von 7,5 m und einer Höhe von 2 m. Von der Umfassung sind 13 umgekippte Steine an der nordwestlichen und fünf Steine an der südöstlichen Langseite erhalten. Eine Grabkammer ist nicht auszumachen.